# Trachelophora
Trachelophora is een kevergeslacht uit de familie van de boktorren (Cerambycidae). De wetenschappelijke naam van het geslacht werd voor het eerst geldig gepubliceerd in 1855 door Perroud.

## Soorten
Trachelophora omvat de volgende soorten:
- Trachelophora affinis Breuning, 1982
- Trachelophora andamanica Breuning, 1961
- Trachelophora curvicollis Perroud, 1855
- Trachelophora floresica Breuning, 1963
- Trachelophora lineata Aurivillius, 1924
- Trachelophora maculosa Aurivillius, 1924
- Trachelophora niasica Aurivillius, 1924
- Trachelophora sarasini Breuning, 1961
- Trachelophora spinipennis Breuning, 1982